# Macreupoca penai
Macreupoca penai är en fjärilsart som beskrevs av Munroe 1964. Macreupoca penai ingår i släktet Macreupoca och familjen Crambidae. Inga underarter finns listade i Catalogue of Life.